# Per Kristoffersen
Per Kristoffersen (Fredrikstad, 1937. október 12. – Fredrikstad, 2023. március 2.) válogatott norvég labdarúgó, csatár. Négyszeres norvég bajnoki gólkirály.

## Pályafutása

### Klubcsapatban
1956 és 1968 között a Fredrikstad labdarúgója volt, ahol három-három norvég bajnoki címet és kupagyőzelmet ért el a csapattal. Négy alkalommal volt a norvég bajnokság gólkirálya.

### A válogatottban
1957 és 1966 között 25 alkalommal szerepelt a norvég válogatottban és hat gólt szerzett. 1957. június 12-én Oslóban mutatkozott be a válogatottban a magyar válogatott elleni vb-selejtezőn, ahol 2–1-es norvég győzelem született.

## Sikerei, díjai
Fredrikstad
- Norvég bajnokság
  - bajnok (3): 1956–57, 1959–60, 1960–61
  - gólkirály (4): 1956–57, 1959–60, 1960–61, 1966 (20 gól)
- Norvég kupa
  - győztes (3): 1958, 1962, 1966